# Taufe Jesu

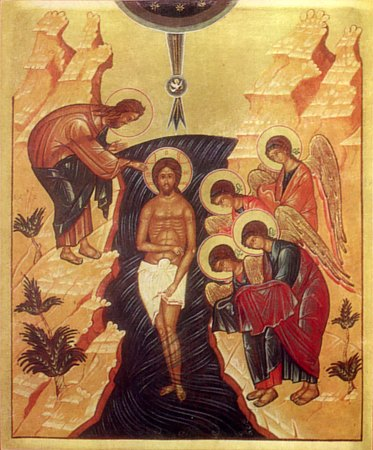
Ikone der Taufe Jesu

Die Taufe Jesu steht im Markusevangelium (1,9–11 ) am Übergang der Predigt Johannes’ des Täufers zur Zeit des öffentlichen Wirkens Jesu von Nazaret. In den beiden anderen synoptischen Evangelien werden außerdem die Geburtsgeschichten vorangestellt (Mt 3,13–17 ; Lk 3,21–22 ). Indirekt geht auch der Evangelist Johannes in Joh 1,29–34  auf die Taufe Jesu ein. Zudem wird sie im apokryphen Hebräerevangelium erwähnt.
Die Johannestaufe symbolisierte Vergebung von Sünden und rief den Getauften zur Umkehr wegen der Nähe des Reiches Gottes auf. Dies kontrastiert bei der Taufe Jesu mit dessen Akklamation als Sohn Gottes. Auch die mit dem Akt der Taufe verbundene Unterordnung Jesu unter Johannes, vielleicht auch längere Zeit einer Jüngerschaft Jesu wurde schon von Urchristen als anstößig empfunden. Daher gilt das Ereignis selbst als historisch gesichert (Differenzkriterium). Die Lateinische Kirche feiert das Fest am Sonntag nach dem 6. Januar.

## Biblischer Befund und Historizität

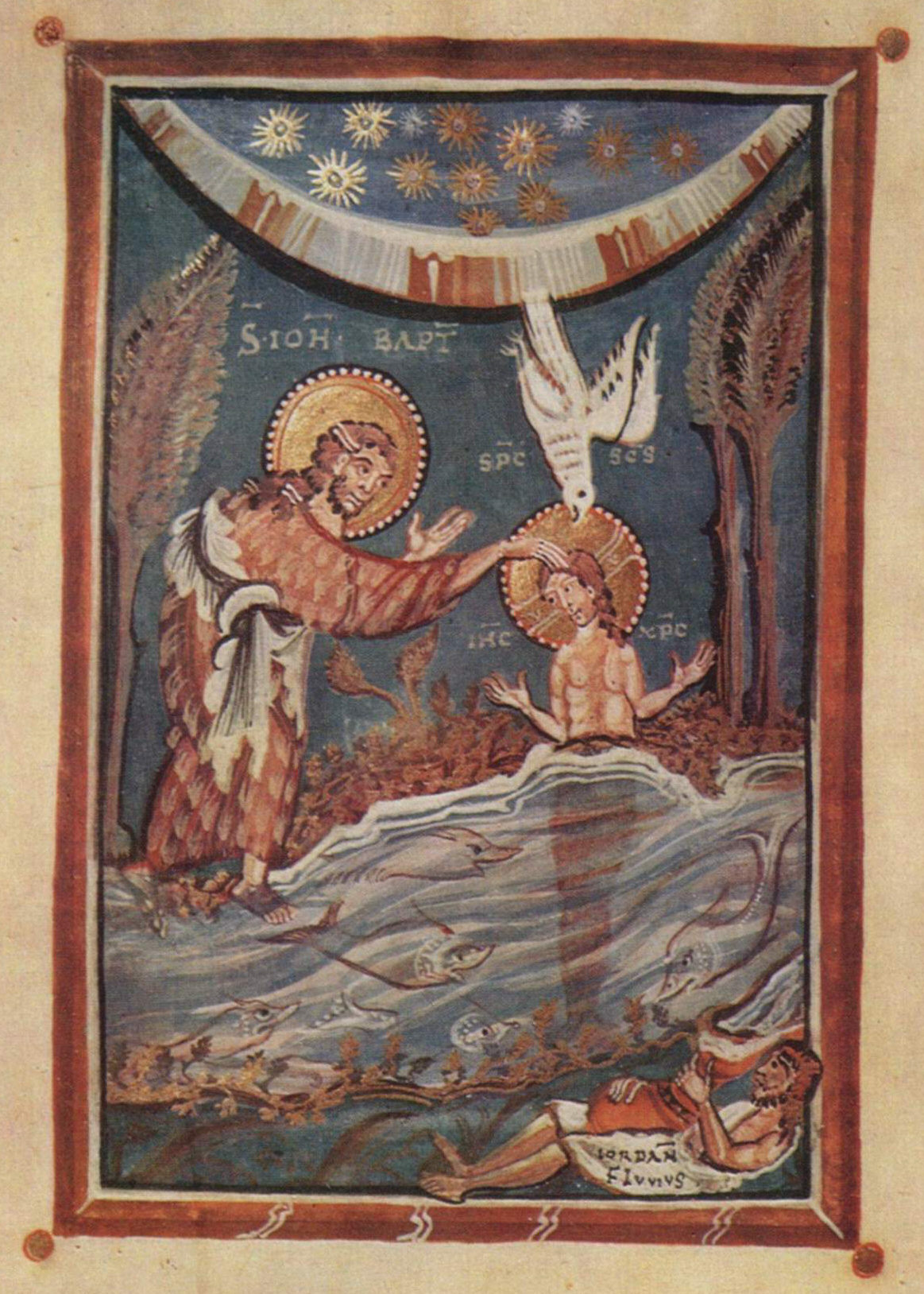
Taufe Christi, Miniatur aus dem Hitda-Evangeliar, um 1020

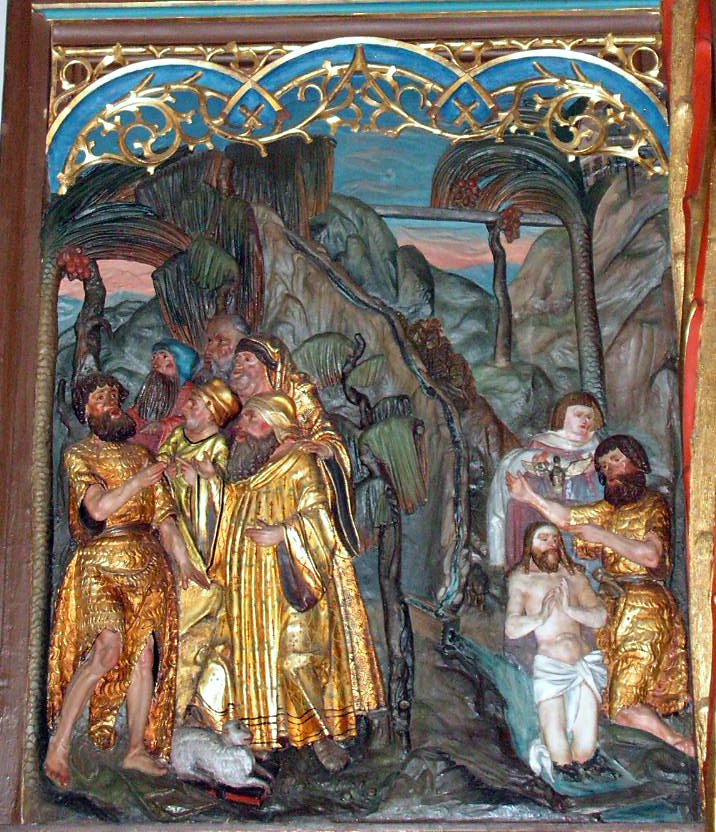
Taufe Jesu, Ausschnitt aus dem Flügelaltar in der Pfarrkirche von Usterling, um 1500. Arbeit aus dem Umfeld von Hans Leinberger. Der Künstler verlegt die Szene an das reale Naturdenkmal Wachsender Felsen in Usterling.

Nach Joh 1,28  wird als Ort der Taufe meist Bethanien am Jordan angenommen, heute archäologische Fundstelle al-Maghtas. Nach Joh 3,23  taufte Johannes auch in Αἰνών (‚Aenon‘ bei Salim), welches später Σαπσαφάς (‚Sapsaphas‘) hieß, und das nach der Mosaikkarte von Madaba auf dem Ostufer des Jordan gegenüber von Bethabara lag. Nach Origenes lag auch Bethanien auf der östlichen Jordanseite, was mit Joh 1,28 korrespondiert: „Dies geschah in Betanien, jenseits des Jordan“.
Johannes der Täufer rief angesichts des kommenden Gottesgerichts und der Wiederkehr des Messias zur Umkehr und zur Taufe als Sündenvergebung auf. „Taufe der Umkehr“ in Mk 1,4  kann allerdings auch ein Abwenden Gottes von einer Strafabsicht bedeuten, entsprechend Jer 18,7–10  und den Sibyllinischen Orakeln 4:152–170 aus dem 1. Jahrhundert n. Chr. (in einer jüdischen Einfügung in das hellenistische politische Orakel). Auch die Taufe der Qumran-Gemeinschaft betonte die Initiative Gottes. Selbst wenn Umkehr auf den Empfänger der Taufe bezogen ist, symbolisiert die Johannestaufe die positive Antwort des Getauften, keine „menschliche Entscheidung in einem Kontext von Reue und Streben nach Tugend“.
Alle vier Evangelien beschreiben den Auftritt des Täufers mit einem Zitat aus dem Propheten Jesaja: „Eine Stimme ruft: Bahnt für den Herrn einen Weg durch die Wüste! Baut in der Steppe eine ebene Straße für unseren Gott!“ (Jes 40,3 ). Zu ihm kam auch Jesus, um sich taufen zu lassen. Als Jesus aus dem Wasser stieg, sah er nach der Darstellung der Evangelien den Himmel geöffnet und den Heiligen Geist in Gestalt einer Taube herabkommen. Zugleich hörte er eine Stimme vom Himmel, die ihn „seinen geliebten Sohn“ nannte.,
Mk 1,9–11  kann als biographische Legende angesehen werden, oder auch als Kultlegende im Rahmen der urchristlichen Taufe. Jedoch trennt Markus die diesseitige (Vers 9) und jenseitige Sphäre (Verse 10–11). Bei der Offenbarung der Gottessohnschaft steht der Täufer abseits. Er ist weder Ohrenzeuge noch spendet er eine Messiasweihe. Auch kann der Text nicht psychologisierend als Berufungsgeschichte oder -vision verstanden werden.
Trotz der legendarisch-theologischen Ausgestaltung und des Bezugs auf Johannes ohne Erwähnung der Jesustaufe in Apg 10,37f.  und 13.24 f. gilt diese innerhalb der historischen Jesusforschung als eines der sichersten Ereignisse: Für die Anhängerschaft des Täufers Johannes konnte die Taufe bedeuten, dass sich Jesus dem Johannes unterordnete, was für die Christusverkündigung der christlichen Gemeinden eher eine Belastung darstellte. Aber die Tatsache der Taufe ließ sich auch nicht einfach verschweigen. Jesus predigte genau wie Johannes die Umkehr; während aber bei Johannes das Kommen des Messias im Zeichen des Gerichts stand, sah Jesus die Herrschaft Gottes im Zeichen von Liebe und Erbarmen.
Entgegen Markus’ Darstellung eines nur kurzen Kontakts während der Taufe und der in den anderen synoptischen Evangelien apologetisch ausgebauten Unterordnung wird heute oft eine längere Zeit Jesu bei Johannes als dessen Schüler angenommen. Soziologisch wird dann der Ursprung der Jesusbewegung im Täuferkreis gesehen. Als weniger sicher belegt gilt eine nur in Joh 3,23  und 4,1  berichtete eigene Tauftätigkeit Jesu.

## Christliche Deutung

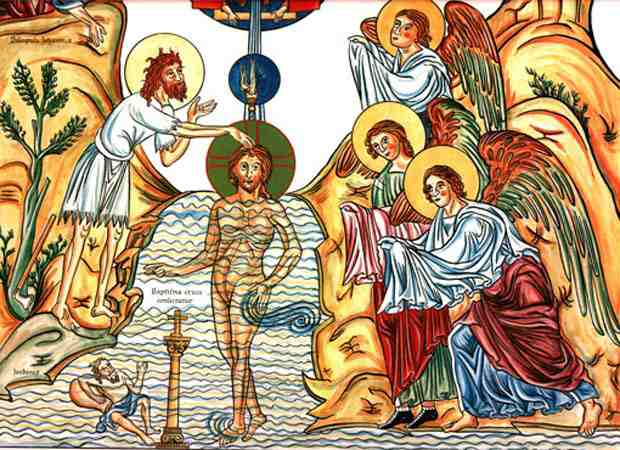
Die Taufe Jesu im Jordan, Darstellung aus dem Hortus Deliciarum der Herrad von Landsberg, um 1175

Die Taufe Jesu wird von einigen Kirchenvätern als Vorwegnahme seines Todes und des Hinabsteigens in die Unterwelt gedeutet: „Das Hinabsteigen Jesu in dieses flüssige Grab [des Jordan], in dieses Inferno, das ihn ganz umschließt, ist so Vorvollzug des Abstiegs in die Unterwelt: ‚Hinabgestiegen in die Wasser, hat er gebunden den Starken.‘“ (vgl. Lk 11,22 ), sagt Cyrill von Jerusalem. Johannes Chrysostomus schreibt: „Untertauchen und Auftauchen sind Bild für Abstieg in die Hölle und Auferstehung.“ Der „Abstieg“ Jesu in seinem Kreuzestod wurde in Anklang an jüdische Vorstellungen als mythischer Kampf mit dem Drachen des Bösen verstanden: er führte „bis in den Abyssos der Hölle zum Kampf mit dem Drachen auf Leben und Tod“. Cyrill von Jerusalem schrieb: „Nach Hiob (40,18 ) war in den Wassern der Drache (= Leviathan), der den Jordan mit seinem Rachen aufnahm. Da die Häupter des Drachen zerschmettert werden sollten, stieg Jesus in das Wasser und band den Gewaltigen.“
In Jesu Hineinsteigen ins Wasser des Jordans, dem Untertauchen und Heraussteigen, dem geöffneten Himmel und der Himmelsstimme, die Jesus hörte, kann man eine Antizipation seines Todes und seiner Auferstehung sehen. Zur Bußtaufe des Johannes gehörte das Bekenntnis von Schuld und die Bitte um Vergebung. Wenn Jesus sich diesem Ritus unterwirft, stellt er sich – seinen Tod vorwegnehmend – in die Reihe der sündigenden Menschen, als „Ja zum ganzen Willen Gottes in einer von Sünde gezeichneten Welt“ und „Ausdruck der Solidarität mit den Menschen, die schuldig geworden sind, sich aber nach Gerechtigkeit ausstrecken“.
Die Theologie des Taufsakramentes wird von Paulus in diese Richtung weitergeführt und entfaltet: Der Täufling erhält in der Taufe Anteil an Tod und Auferstehung Jesu und erreicht ein „neues Leben“ in der Gemeinschaft der Kirche (vgl. Römer 6 ).

## Fest der Taufe Jesu im Kirchenjahr

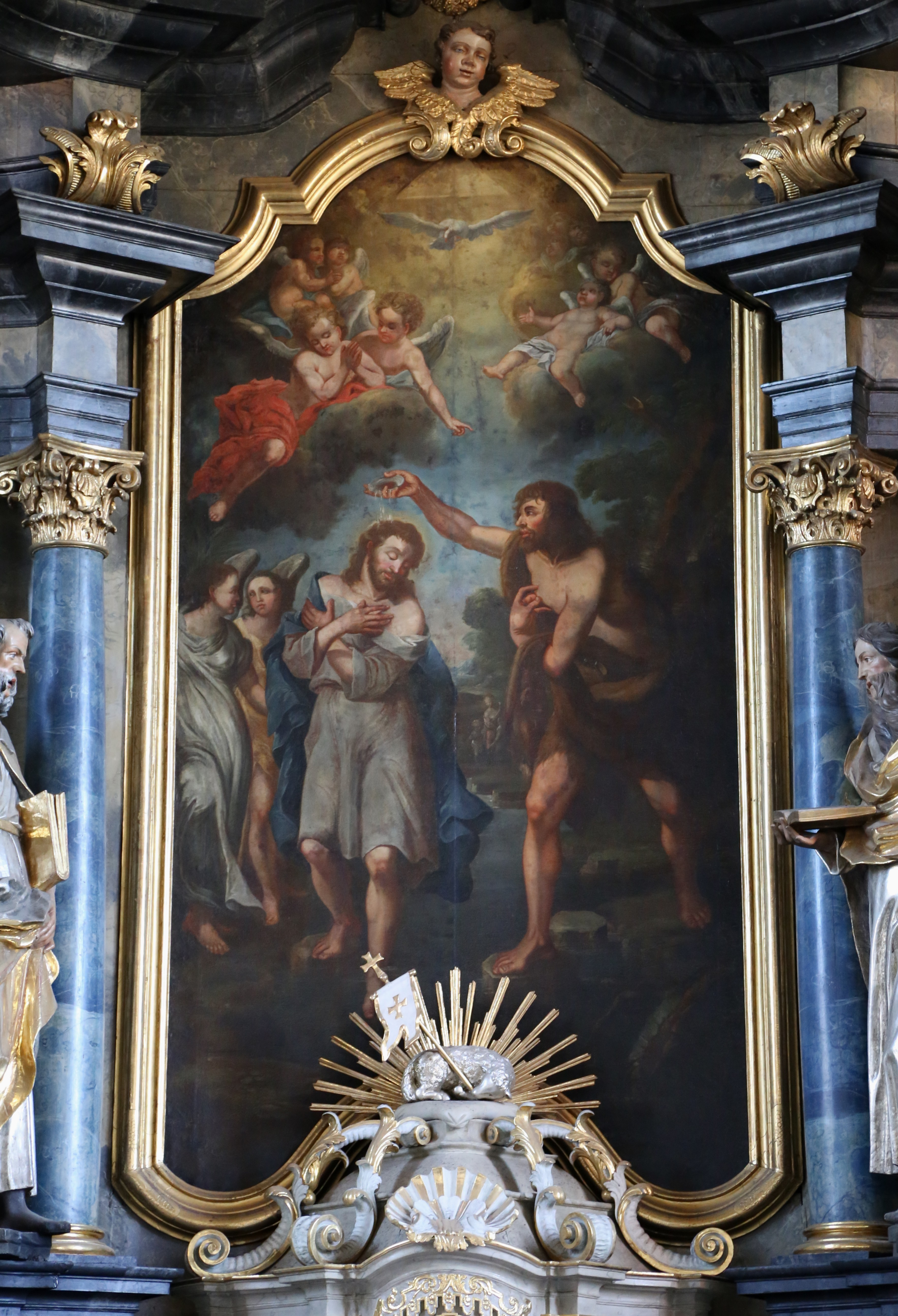
Darstellung der Taufe Jesu am Hochaltar der Kirche St. Johannes der Täufer in Mönchberg

Das Ereignis wird im liturgischen Jahr der katholischen Kirche als Fest der Taufe des Herrn (lat. Festum in Baptismate Domini) gefeiert. Die Taufe des Herrn war im Kirchenjahr der lateinischen Kirche seit früher Zeit neben der Anbetung der Sterndeuter und der Hochzeit zu Kana das zweite der drei Festgeheimnisse des Hochfestes der Erscheinung des Herrn, dem 6. Januar, und wurde an dessen Oktavtag, dem 13. Januar, besonders bedacht. Die Liturgiereform des Zweiten Vatikanischen Konzils verlegte das Fest nach der Abschaffung der Oktav dieses Festes auf den Sonntag nach Erscheinung des Herrn, also dem Sonntag nach dem 6. Januar, wo es den Abschluss der Weihnachtszeit bildet. Oft wird in der Heiligen Messe des Festes Taufe des Herrn die Taufe gespendet oder der eigenen Taufe im Taufgedächtnis gedacht. So ist es im Vatikan seit 1983 Brauch, dass der Papst die Messe zum Fest in der Sixtinischen Kapelle feiert und dabei zahlreichen Kindern die Taufe spendet. In der ordentlichen Form des römischen Ritus gilt dieser Sonntag als der 1. Sonntag im Jahreskreis und die auf ihn folgende Woche ist die 1. Woche im Jahreskreis.
Im evangelischen Kirchenjahr steht seit der Perikopenordnung von 1978 am ersten Sonntag nach Epiphanias mit dem Evangelium Mt 3,13–17  die Taufe Jesu im Mittelpunkt, ohne dass dieser Tag als „Fest der Taufe Jesu“ bezeichnet würde. In früheren evangelischen Perikopenordnungen („Eisenacher Perikopen“ von 1898, Agende I der VELKD von 1955, Ordnung der Predigttexte von 1958, Agende I der EKU von 1959) wurde das Evangelium von der Taufe Jesu, Mt 3,13–17 , noch (ergänzend zu Mt 2,1-12 ) an Epiphanias gelesen.
In den Ostkirchen ist das Fest der heiligen Theophanie unseres Herrn, Gottes und Erlösers Jesus Christus („Gotteserscheinung“) gewöhnlich allen drei Festgeheimnissen geweiht, also auch dem Gedächtnis der Taufe Jesu im Jordan, und mit einer Wasserliturgie, der Großen Wasserweihe, verbunden. Nur die Armenische Kirchen feiern an diesem Datum noch miteinander verbunden Geburt, Erscheinung und Taufe des Herrn.